# Borås (commune)
Pour les articles homonymes, voir Boras.
Pour la ville, voir Borås.
La commune de Borås est une commune suédoise du comté de Västra Götaland, peuplée d'environ 113 630 habitants (2020). Son chef-lieu se situe à Borås.

## Localités principales
- Aplared
- Äspered
- Bredared
- Borås
- Borgstena
- Bosnäs
- Dalsjöfors
- Dannike
- Fristad
- Frufällan
- Gånghester
- Hedared
- Kinnarumma
- Målsryd
- Rångedala
- Rydboholm
- Sandared
- Sandhult
- Sjömarken
- Tosseryd
- Viskafors